# Filareto Bracamio
Filareto Bracamio (in greco Φιλάρετος Βραχάμιος?, Philaretos Brachamios; in armeno Փիլարտոս Վարաժնունի?, Pilartos Varajnuni; in latino Philaretus Brachamius; ... – 1092?) fu un eminente generale bizantino ed un signore della guerra di origini armene.

## Biografia

Domini di Filareto Bracamio.

Proveniva dalla nobile famiglia armena dei Varajnuni, originari del Vaspurakan; Filareto entrò al servizio dell'Impero bizantino nel X secolo, e sembra si sia rapidamente integrato se venne descritto come greco per lingua, costumi e religione, anche se in effetti fu calcedoniano.
Filareto salì uno ad uno i gradini della gerarchia bizantina; sui sigilli è qualificato come tassiarca (comandante di un reggimento di fanteria), protospatario e topotērētēs (vice comandante) del Tagmata di Cappadocia, poi come magister e duces, ed infine come curopalate e duces.
Egli servì lealmente l'impero sotto Romano IV Diogene – ebbe un alto comando nell'esercito – fino alla sconfitta dei bizantini alla battaglia di Manzicerta del 1071, che aprì le porte dell'Anatolia ai Selgiuchidi di Alp Arslan.
Unico generale bizantino rimasto nel sud-est, Filareto fu a capo della fortezza di Romanopolis e riunì sotto il suo comando le guarnigioni della frontiera orientale, che contavano numerosi armeni; il nucleo del suo esercito, però, era formato da 8000 Ifranj normanni, mercenari comandati da Raimbaud o anche Roussel di Bailleul o Erveo Francopoulo.
Aiutato da Gabriele a Melitene e Basilio Apocapa ad Edessa, condusse una lunga resistenza che portò alla formazione di un principato sotto l'autorità nominale bizantina , ma in effetti semi-autonomo, che si estendeva dalla Cilicia (comprese Tarso, Mamistra e Anazarbe) ad Edessa; nel 1078, all'inizio del regno di Niceforo III Botaniate, egli divenne duca di Antiochia, il che includeva Edessa.
I suoi domini comprendevano anche il corno sud-occidentale dell'Armenia Maggiore e, temporaneamente, la Cappadocia orientale e Cipro.
Numerosi sigilli testimoniano come lui fosse mega domestico e protocuropalate, poi sebastos, quindi anche protosebastos.
Durante il regno di Michele VII Ducas, Filareto dovette fronteggiare l'opposizione di alcuni dei suoi compatrioti (appartenenti alla Chiesa apostolica armena), tali Apelgharip Artsruni e Vasak Pahlavouni e, probabilmente, Tornik de Sassoun. 
Le sue relazioni con Costantinopoli non migliorarono che a partire dal 1078, durante il regno di Niceforo III Botaniate che riconobbe ufficialmente il suo governo autonomo dei territori che i Selgiuchidi avevano strappato all'Impero.

### Le sconfitte e la morte
Il principato ebbe breve durata, Filareto perse i suoi territori uno dopo l'altro nonostante una temporanea conversione all'islam: nel dicembre 1084, Antiochia fu conquistata da Süleyman I, Sultano di Rum; nel 1086 iniziò un'offensiva dell'Impero selgiuchide e nel 1087 Edessa cadde
nelle mani di Malik Shah; Filareto fuggì, tornando alla fortezza di Germanicia.
Tuttavia, molti dei suoi luogotenenti riuscirono a resistere, come Gabriele, Thoros e Gogh Vasil (Basilio il Ladro); i Rupenidi si ritirarono sulle montagne della Cilicia e costituirono l'embrione della futura Piccola Armenia, all'origine della quale Filareto si situa, ancorché involontariamente.
La data della morte di Philaretus non è certa: se il suo nome scompare dalle fonti nel 1086, Dédéyan la fissa nel 1090 mentre Cheynet nel 1092.
Egli fu l'ultimo Domestikos tōn scholōn tēs Anatolēs conosciuto. 
I suoi figli consegnarono Germanicia alla Prima crociata, nel 1098.